# Amelanchier alnifolia
Amelanchier alnifolia, a amora-de-saskatoon, a amora-do-Pacífico, ou simplesmente Saskatoon, é um arbusto nativo da América do Norte. É um membro da família das rosáceas e produz um fruto comestível, ligeiramente semelhante ao mirtilo.

## Descrição

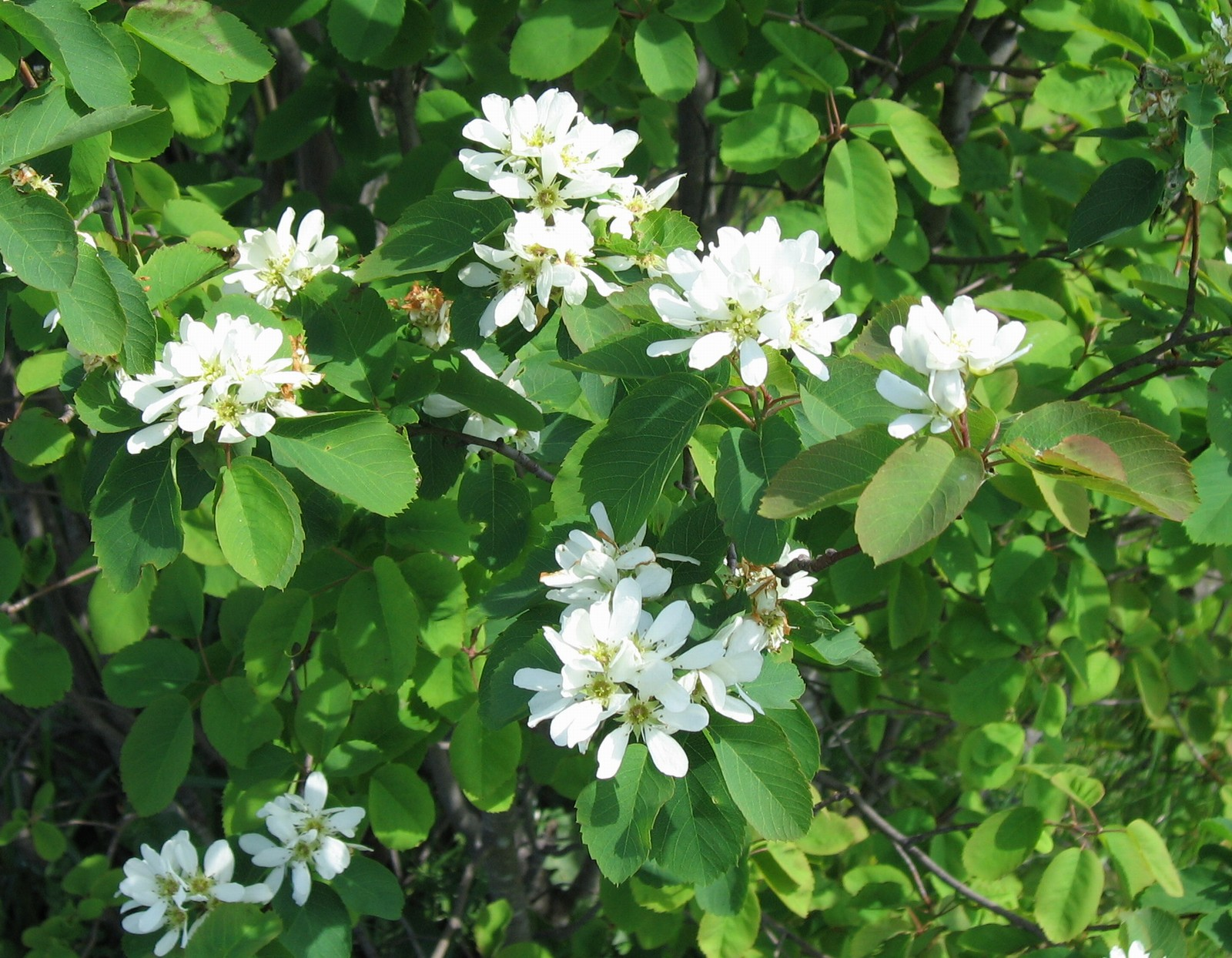
Saskatoon em flor

É um arbusto caducifólio ou pequena árvore que geralmente atinge uma altura de Predefinição:Convert/–, nalguns casos chegando aos 10 m or 33 ft, de altura. A sua forma de crescimento varia entre rebentos e formação de colónias clonais a aglomerados com múltiplos arbustos. As folhas são ovais a quase circulares, com 2–5 centímetros (0,79–2,0 polegadas) de comprimento e 1–45 cm (1⁄2–17 3⁄4 in) de largura, numa haste foliar de 05–2 cm (2–3⁄4 in), com margens denteadas principalmente acima do meio.
Como é o caso com todas as espécies do género Amelanchier, as flores são brancas, com cinco pétalas separadas e cinco sépalas. Na variedade A. alnifolia, têm cerca de 25–5 cm (9 3⁄4–2 in) de diâmetro, com 20 estames e cinco estiletes, aparecendo em racemos curtos de 3 a 20, aglomerados, que florescem de abril a julho.

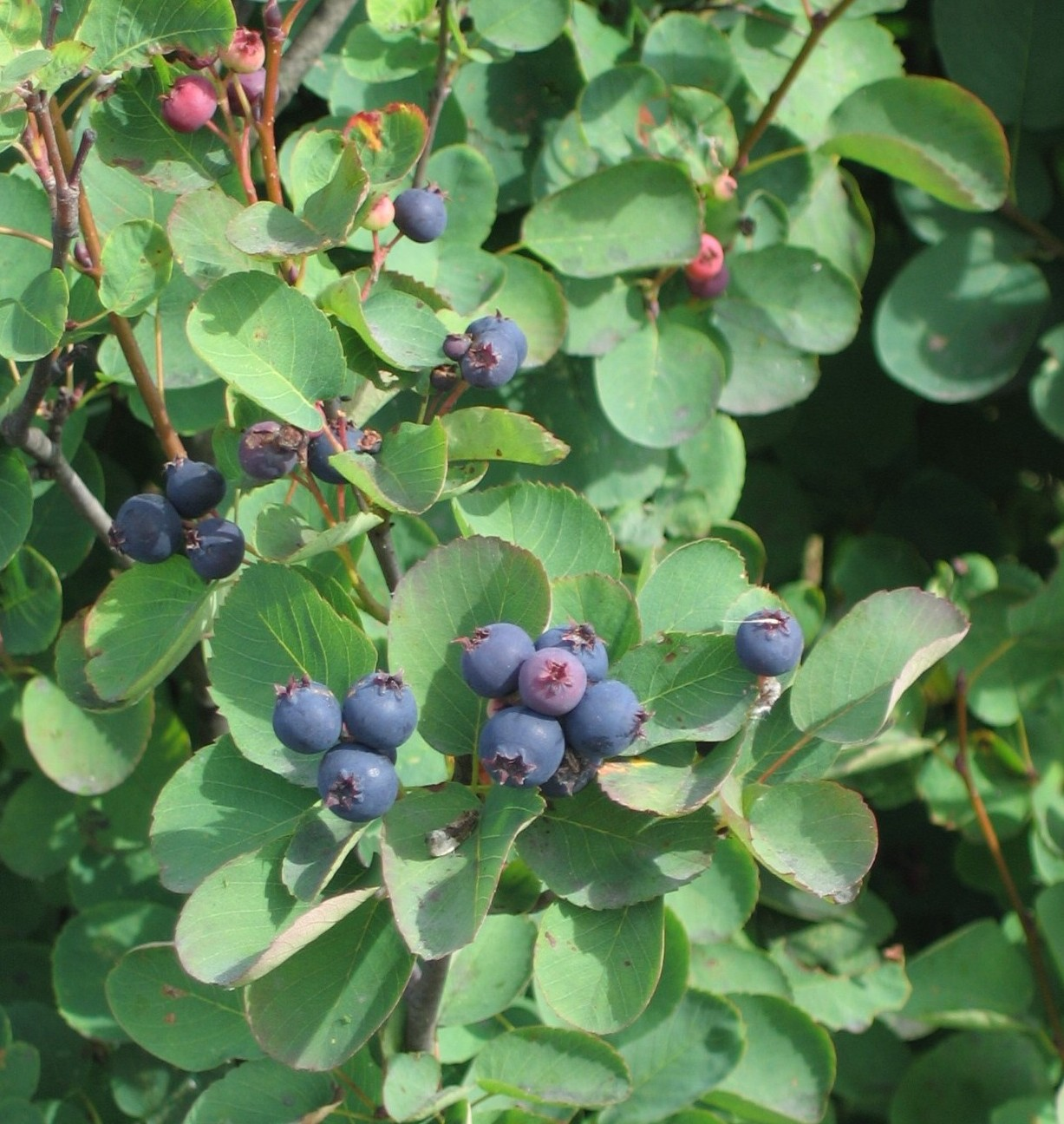
Saskatoons

O fruto é um pequeno pomo (semelhante às bagas) com tons que variam entre violeta, roxo, a azul-escuro quando maduro, com cerca de 5–15 mm (3⁄16–19⁄32 in) de diâmetro, que amadurece no início do Verão. Possui uma floração cerosa. As diferentes espécies de Saskatoon podem ser relativamente difíceis de distinguir.

### Química
Os Saskatoons têm um teor total de polifenóis de 452 miligramas por cada 100 gramas (média das cultivares 'Smoky' e 'Northline'), flavonóis (61 mg) e antocianinas (178 mg), embora tenham sido identificados valores fenólicos inferiores na cultivar 'Smoky' ou superior. Quercetina, cianidina, delfinidina, pelargonidina, petunidina, peonidina e malvidina encontram-se presentes nos frutos de Saskatoon.

## Taxonomia

### Variedades
As três variedades de Saskatoon são:
- A. a. var. alnifolia. Parte nordeste da área de distribuição da espécie.[12]
- A. a. var. pumila (Nutt.) A.Nelson. Montanhas Rochosas, Canadá, Sierra Nevada.[13][14]
- A. a. var. semiintegrifolia (Hook.) C.L.Hitchc. Extensas regiões costeiras do Pacífico, do Alaska ao noroeste da Califórnia.[15][16]

### Etimologia
O nome saskatoon deriva do substantivo inanimado na língua Cri ᒥᓵᐢᐠᐘᑑᒥᓇ misâskwatômina (ᒥᓵᐢᐠᐘᑑᒥᐣ misâskwatômin NI sg, 'saskatoonberry', misâskwatômina NI pl 'saskatoonberries').
O epíteto específico alnifolia é um adjetivo feminino. É um composto das vozes latinas para "amieiro", alnus, e "folha", folium.
Historicamente, foi igualmente conhecida por baga de pombo.
"Baga-de-serviço" parece ser um nome aplicado pelos imigrantes europeus que a consideraram semelhante em aparência às plantas europeias "árvore-de-serviço" dos géneros Sorbus e Cormus.

## Ecologia
A. alnifolia é suscetível à ferrugem do cedro-maçã, Entomosporium mancha foliar, fogo bacteriano, Monilínia, cancro da Cytospora, oídio e podridão negra. Insetos problemáticos incluem pulgões, tripes, ácaros, traça-dos-brotos, moscas-da-serra de Saskatoon e moscas-da-serra e lesma-da-pereira. É também hospedeiro larvar da Papilio eurymedon, rabo-de-andorinha-de-duas-caudas e da rabo-de-andorinha-do-tigre-ocidental.
A folhagem é consumida por veados, alces, coelhos e gado. Os frutos são consumidos por animais selvagens, incluindo aves, esquilos e ursos.

## Distribuição e habitat natural

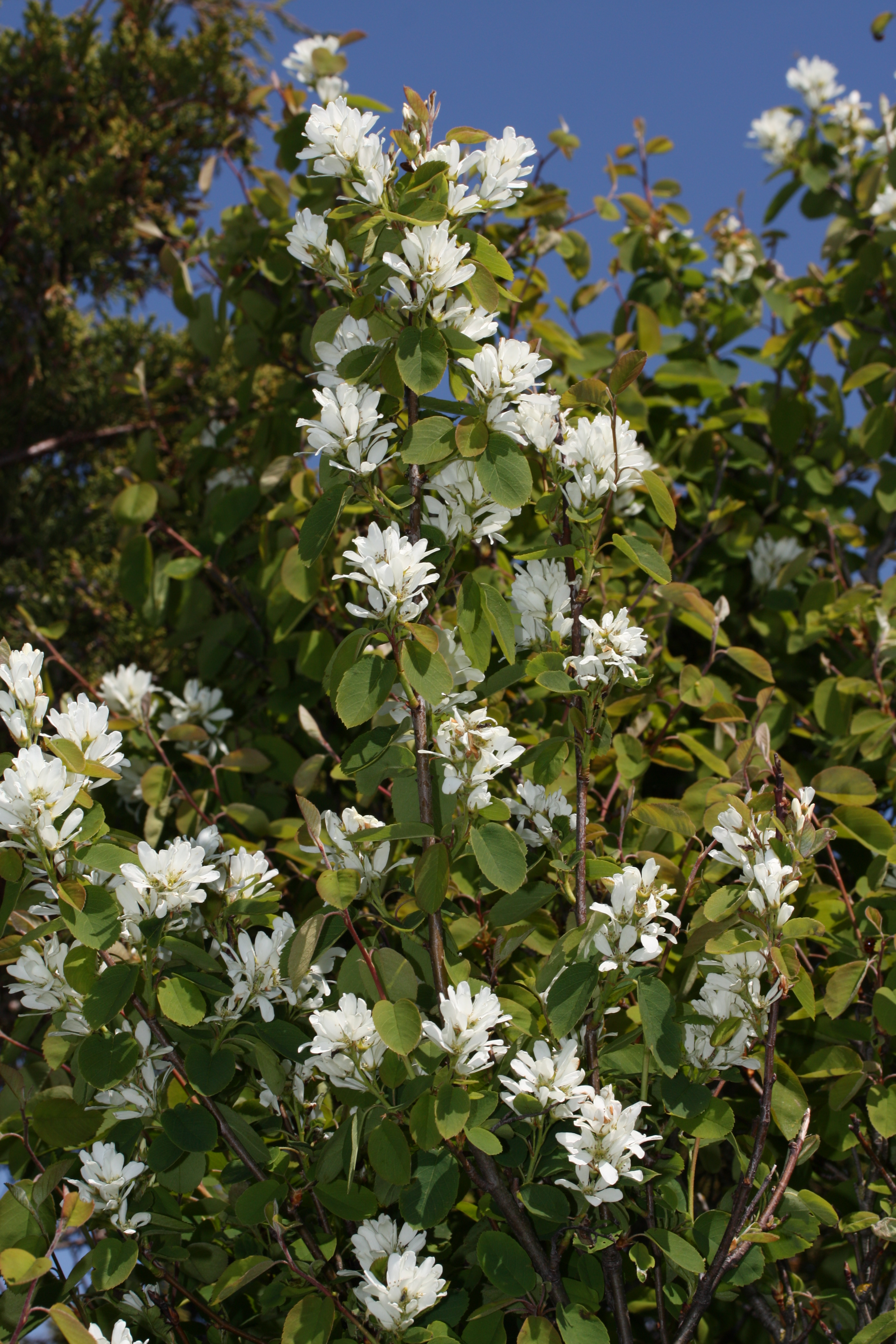
A. alnifolia var. arbusto da variante semiintegrifolia em flor, Condado de Skagit, Washington

A planta ocorre naturalmente no Alaska, na maior parte do oeste do Canadá e no noroeste e centro-norte dos Estados Unidos. Cresce desde o nível do mar no norte destas regiões, até altitudes de 2,600 m (8,530 ft) na Califórnia e 3,400 m (11,200 ft) nas Montanhas Rochosas . É um arbusto comum na periferia de bosques, florestas,  e desfiladeiros entre zonas montanhosas.

## Usos

### Nutrição
As bagas de Saskatoon contêm quantidades significativas de fibra alimentar total, riboflavina e biotina, e minerais alimentares, ferro e manganês, exibindo assim um perfil nutricional semelhante ao dos mirtilos.

### Culinária
Com um sabor doce e a nozes, os frutos de Saskatoon são consumidos desde tempos ancestrais pelos povos indígenas do Canadá, tanto frescos como secos. São frutos silvestres famosos como ingrediente importante do pemmican, uma preparação de carne seca à qual são adicionadas bagas de saskatoon para realçar o sabor e adicionar um conservante natural. São usados em tortas de Saskatoon, geleias, vinhos, cidras, cervejas e refrescos com infusão de açúcar, semelhantes aos arandos (cranberries) secos usados em cereais matinais, mix trails e snacks.
Em 2004, a Agência Britânica de Normas Alimentares suspendeu temporariamente as vendas a retalho de pomos de saskatoon enquanto aguardava testes de segurança; mas após pressão da União Europeia, levantou as restrições.